# Helmer Mörner
Helmer Fredrik Gustafsson Mörner (Gotemburgo, 8 de mayo de 1895-Upsala, 5 de enero de 1962) fue un jinete sueco que compitió en la modalidad de concurso completo. Participó en los Juegos Olímpicos de Amberes 1920, obteniendo dos medallas de oro, en las pruebas individual y por equipos.

## Palmarés internacional
| Juegos Olímpicos | Juegos Olímpicos  | Juegos Olímpicos | Juegos Olímpicos |
| Año              | Lugar             | Medalla          | Categoría        |
| ---------------- | ----------------- | ---------------- | ---------------- |
| 1920             | Amberes (Bélgica) | Medalla de oro   | Individual       |
| 1920             | Amberes (Bélgica) | Medalla de oro   | Por equipos      |